# Querimonium
Querimonium – utwór poetycki pisany zazwyczaj w języku łacińskim w okresie renesansu. Był odmianą poezji polityczno-okolicznościowej, w którym autor przekazywał jakby w formie skargi wady i błędy społeczne. Uwidocznione to zostało w utworze włoskiego karmelity, humanisty i poety Baptisty Mantuanusa Querimonia Virtutis.
Inną odmianą często przybierającą formę dialogu był utwór arcybiskupa gnieźnieńskiego i prymasa Polski Andrzeja Krzyckiego pt. Religionis et Reipublicae querimonia.